# Just Dance 2
Just Dance 2 es un videojuego creado por Ubisoft para la Wii. Es el sucesor del juego Just Dance y Just Dance Kids y predecesor del juego Just Dance 3. Todas las entregas son para Wii. Just Dance 2 vendió hasta enero de 2011 más de 5.000.000 de copias y quedando así en el segundo puesto de ventas de videojuegos en Norteamérica, quedando tan solo por detrás de Call of Duty: Black Ops. Gracias a ello, Ubisoft se ha animado a crear un nuevo videojuego para la saga (Just Dance 3).
El videojuego Just Dance 2 Extra Songs (llamado en América Just Dance Summer Party) incluye todas las canciones descargables de Just Dance 2 (a excepción de It's Not Unusual, Crazy Christmas, Spice Up Your Life, Come On Eileen y Should I Stay Or Should I Go).

## Lista de canciones
El juego tiene 47 canciones (Sin contar los DLC)
| Canción                                    | Artista                                                  | Técnica | Esfuerzo | Año  | Modo | Bailarín |
| ------------------------------------------ | -------------------------------------------------------- | ------- | -------- | ---- | ---- | -------- |
| A-Punk                                     | Vampire Weekend                                          | 1       | 2        | 2007 | Dúo  | ♂/♀      |
| Alright                                    | Supergrass                                               | 2       | 2        | 1994 | Dúo  | ♀/♂      |
| Baby Girl                                  | Reggaeton                                                | 3       | 2        | 2003 | Solo | ♂        |
| Big Girls (You Are Beautiful)              | MIKA                                                     | 1       | 2        | 2007 | Solo | ♀        |
| Body Movin' (Fatboy Slim Remix)            | The Beastie Boys                                         | 2       | 3        | 1998 | Solo | ♀        |
| Call Me                                    | Blondie                                                  | 2       | 3        | 1980 | Solo | ♀        |
| Cosmic Girl                                | Jamiroquai                                               | 1       | 2        | 1996 | Solo | ♀        |
| Crazy in Love*                             | Beyonce feat. Jay-Z                                      | 3       | 2        | 2003 | Solo | ♀        |
| D.A.N.C.E.                                 | Justice                                                  | 2       | 3        | 2007 | Solo | ♀        |
| Dagomba                                    | Sorcerer                                                 | 2       | 3        | 2003 | Solo | ♂        |
| Funkytown* (BBE)                           | Lipps Inc.                                               | 1       | 1        | 1980 | Solo | ♂        |
| Girlfriend                                 | Avril Lavigne                                            | 2       | 3        | 2007 | Dúo  | ♀/♀      |
| Hey Ya!                                    | OutKast                                                  | 3       | 3        | 2002 | Solo | ♂        |
| Holiday*                                   | Madonna                                                  | 2       | 1        | 1983 | Solo | ♀        |
| Hot Stuff                                  | Donna Summer                                             | 2       | 1        | 1979 | Dúo  | ♂/♀      |
| Idealistic                                 | Digitalism                                               | 1       | 2        | 2007 | Solo | ♀        |
| I Got You (I Feel Good)                    | James Brown                                              | 2       | 2        | 1965 | Solo | ♂        |
| Iko Iko                                    | Mardi Gras                                               | 1       | 2        | 1954 | Solo | ♂        |
| It's Raining Men                           | The Weather Girls                                        | 2       | 3        | 1982 | Solo | ♀        |
| I Want You Back                            | The Jackson 5                                            | 2       | 1        | 1969 | Solo | ♂        |
| Jai Ho! (You Are My Destiny) (BBE)         | A R Rahman & The Pussycat Dolls feat. Nicole Scherzinger | 2       | 2        | 2009 | Solo | ♀        |
| Jump*                                      | Kris Kross                                               | 3       | 3        | 1991 | Dúo  | ♂/♂      |
| Jump in the Line                           | Harry Belafonte                                          | 3       | 2        | 1961 | Dúo  | ♀/♂      |
| Jungle Boogie*                             | Kool & the Gang                                          | 2       | 2        | 1973 | Solo | ♂        |
| Katti Kalandal                             | Bollywood                                                | 2       | 2        | 2000 | Dúo  | ♂/♀      |
| Monster Mash                               | Bobby Picket                                             | 1       | 1        | 1962 | Solo | ♂        |
| Move Your Feet                             | Junior Senior                                            | 3       | 3        | 2002 | Solo | ♂        |
| Mugsy Baloney                              | Charleston                                               | 3       | 2        | 1924 | Solo | ♂/♀      |
| Proud Mary                                 | Ike Turner & Tina Turner                                 | 2       | 3        | 1991 | Solo | ♀        |
| Rasputin                                   | Boney M.                                                 | 3       | 3        | 1978 | Solo | ♂        |
| Rockafeller Skank                          | Fatboy Slim                                              | 3       | 3        | 1998 | Solo | ♂        |
| S.O.S.                                     | Rihanna                                                  | 3       | 2        | 2006 | Solo | ♀        |
| Satisfaction                               | Benny Benassi presents "The Biz"                         | 1       | 1        | 2003 | Solo | ♂        |
| Should I Stay or Should I Go (BBE)         | The Clash                                                | 1       | 2        | 1982 | Solo | ♂        |
| Soul Bossa Nova                            | Quincy Jones and His Orchestra                           | 1       | 1        | 1961 | Dúo  | ♀/♂      |
| Sway*                                      | Marine Band                                              | 2       | 1        | 1954 | Dúo  | ♀/♂      |
| Sympathy for the Devil (Fatboy Slim Remix) | The Rolling Stones                                       | 1       | 1        | 1968 | Solo | ♀        |
| Take Me Out                                | Franz Ferdinand                                          | 2       | 2        | 2004 | Solo | ♀        |
| That's Not My Name                         | The Ting Tings                                           | 2       | 1        | 2007 | Solo | ♀        |
| The Power                                  | Snap!                                                    | 2       | 3        | 1990 | Solo | ♂        |
| The Shoop Shoop Song (It's in His Kiss)    | Cher                                                     | 2       | 2        | 1990 | Dúo  | ♀/♀      |
| Tik Tok                                    | Kesha                                                    | 2       | 1        | 2009 | Solo | ♀        |
| Toxic*                                     | The Hit Crew (Original de Britney Spears)                | 3       | 1        | 2003 | Solo | ♀        |
| Viva Las Vegas                             | Elvis Presley                                            | 2       | 2        | 1963 | Solo | ♂        |
| Wake Me Up Before You Go-Go                | Wham!                                                    | 1       | 2        | 1984 | Solo | ♂        |
| Walk Like An Egyptian                      | The Bangles                                              | 2       | 2        | 1985 | Solo | ♀        |
| When I Grow Up                             | The Pussycat Dolls                                       | 2       | 1        | 2008 | Solo | ♀        |

- Un * indica que es un cover, no es la canción original.
- (BBE): Best Buy Exclusive.

### Contenido descargable
El juego tiene 25 canciones descargables.
| Canción                    | Artista                 | Difficultad | Esfuerzo | Año  | Modo | Bailarín |
| -------------------------- | ----------------------- | ----------- | -------- | ---- | ---- | -------- |
| Barbie Girl                | Aqua (banda)            | 1           | 3        | 1998 | Duet | ♀/♂      |
| Firework                   | Katy Perry              | 1           | 2        | 2011 | Solo | ♀        |
| Pon De Replay              | Rihanna                 | 2           | 2        | 2006 | Solo | ♀        |
| Pump Up the Volume         | MARRS                   | 2           | 2        | 1988 | Solo | ♂        |
| Maniac                     | Michael Sembello        | 2           | 3        | 1984 | Solo | ♀        |
| Born to Be Wild            | Steppenwolf (band)      | 1           | 2        | 1968 | Solo | ♂        |
| Two Steps From Hell        | Nick Phoenix            | 3           | 1        | 2007 | Duet | ♂/♂      |
| Crying Blood (song)        | VV Brown                | 2           | 2        | 2009 | Solo | ♀        |
| Down by the Riverside      | Carl Sandburg           | 2           | 1        | 1928 | Solo | ♀        |
| Futebol Crazy              | Paul J. Borg            | 1           | 2        | 2010 | Solo | ♀        |
| Kung Fu Fighting           | Carl Douglas            | 2           | 2        | 1974 | Duet | ♂/♂      |
| Mambo No. 5                | The Lemon Cubes         | 3           | 2        | 2000 | Duet | ♂/♀      |
| Nine in the Afternoon      | Panic at the Disco      | 1           | 1        | 2009 | Duet | ♀/♂      |
| Chicken Payback            | A Band of Bees          | 1           | 1        | 2006 | Solo | ♂        |
| Skin-to-Skin               | Sweat Invaders          | 1           | 3        | 1993 | Solo | ♂        |
| You Can't Hurry Love       | The Supremes            | 2           | 2        | 1967 | Duet | ♀/♀      |
| Why oh Why                 | Love Letter             | 1           | 1        | 2010 | Duet | ♀/♂      |
| American Boy               | Estelle                 | 2           | 1        | 2009 | Duet | ♂/♀      |
| Song 2                     | Blur                    | 2           | 2        | 1998 | Trío | ♂/♀/♂    |
| Here Comes The Hotstepper* | Ini Kamoze              | 2           | 2        | 1995 | Solo | ♂        |
| It's Not Unusual           | Tom Jones (cantante)    | 3           | 2        | 1991 | Solo | ♂        |
| Crazy Christmas            | Santa clones            | 2           | 3        | 2011 | Solo | ♂        |
| Spice Up Your Life         | Spice Girls             | 3           | 3        | 1997 | Duet | ♀/♀      |
| Come On Eileen             | Dexy's Midnight Runners | 3           | 3        | 1967 | Duet | ♀/♀      |
| Moving on Up               | M People                | 1           | 2        | 1994 | Solo | ♀        |

## Concurso JD2
| Canción                                        | Artista            | Lugar    | Año  | Modo | Bailarín | País        |
| ---------------------------------------------- | ------------------ | -------- | ---- | ---- | -------- | ----------- |
| When I Grow Up (canción de The Pussycat Dolls) | The Pussycat Dolls | Ganador  | 2009 | Uni  | ♂        | Francia     |
| When I Grow Up (canción de The Pussycat Dolls) | The Pussycat Dolls | 2º Lugar | 2009 | Uni  | ♀        | Reino Unido |
| When I Grow Up (canción de The Pussycat Dolls) | The Pussycat Dolls | 3º Lugar | 2009 | Uni  | ♀        | USA         |